# Festival de Jazz de Park City
El Festival de Jazz de Park City es un festival de jazz creado en 1998 que se lleva a cabo en el Deer Valley Ski Resort en Park City, Utah, Estados Unidos. Actuelmente es dirigido por Tom Horrocks. En la versión de 2004 la estrella era Chaka Khan quien vino al festival, pero finalmente no pudo actuar debido al frío del lugar.
La edición de 2005 tendrá lugar del 26 al 28 de agosto.
- Datos: Q7137698